# Toshiyuki
Toshiyuki ist ein männlicher japanischer Vorname.

## Bekannte Namensträger
- Toshiyuki Abe (* 1974), japanischer Fußballspieler
- Toshiyuki Daitoku (* 1948), japanischer Jazz- und Fusionmusiker
- Toshiyuki Honda (* 1957), japanischer Jazz- und Fusionmusiker
- Toshiyuki Horie (* 1964), japanischer Schriftsteller und Übersetzer
- Toshiyuki Hosokawa (1940–2011), japanischer Schauspieler und Radiomoderator
- Toshiyuki Igarashi (* 1984), japanischer Boxer
- Toshiyuki Kajiyama (1930–1975), japanischer Schriftsteller
- Toshiyuki Kamioka (* 1960), japanischer Dirigent und Pianist
- Toshiyuki Kita (* 1942), japanischer Designer für Möbel- und Industriedesign
- Toshiyuki Kobayashi (* 1962), japanischer Mathematiker
- Toshiyuki Kosugi (* 1968), japanischer Fußballspieler
- Toshiyuki Miyama (1921–2016), japanischer Jazzmusiker
- Toshiyuki Morikawa (* 1967), japanischer Synchronsprecher und Sänger
- Toshiyuki Moriuchi (* 1970), japanischer Shōgi- und Schachspieler
- Toshiyuki Nagi (* 1971), japanischer Fußballschiedsrichterassistent
- Toshiyuki Sakai (* 1964), japanischer Eishockeyspieler
- Toshiyuki Sekine (* 1955), japanischer Jazzmusiker
- Toshiyuki Takagi (* 1991), japanischer Fußballspieler
- Toshiyuki Takano (* 1944), japanischer Diplomat